# 프레임업

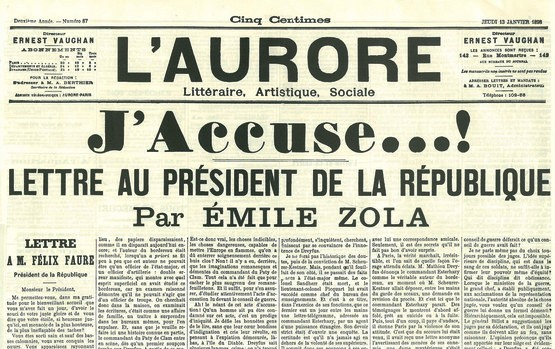

프레임업(frameup)은 날조를 말한다. 즉, 정치적인 반대자를 대중에 영향을 주지 못하도록 단절하고 그를 매장시키기 위하여 허위의 사실 또는 일방적으로 조작된 사실을 대중에게 선전하는 것이다. 또 실제로 권력 스파이 등의 앞잡이를 써서 사건을 일으키는 경우도 있다. 대중이 정치의 무대에 적극적으로 등장하게 되는 시기에 특히 사용되는 정치기술이다. 역사상 유명한 예로는 나치스의 국회의사당의 방화사건, 프랑스의 드레퓌스사건 등이 있다.

## 같이 보기
- 위장술책 작전
- 프레이밍
- 신원 도용
- 캥거루 재판
- 재판의 오심
- 보여주기 재판